# Akodon caenosus
El Akodon caenosus es un roedor del género Akodon que habita en el noroeste de Argentina y el centro-sur de Bolivia. Desde su descripción en 1918, se ha clasificado alternativamente como especie separada o subespecie de Akodon lutescens (anteriormente Akodon puer). La especie Akodon aliquantulus, descrita a partir de algunos especímenes argentinos muy pequeños en 1999, se reconoce ahora como sinónimo de A. caenosus.
Akodon caenosus es muy pequeño, con una media de 19,3 g de peso, y de coloración variable, pero generalmente marrón. Las partes inferiores son muy diferentes de las superiores. El cráneo tiene un rostrum corto (parte delantera), una región interorbital ancha (entre los ojos) y un encéfalo estrecho. El cariotipo incluye 34 cromosomas. El A. caenosus habita principalmente en la vegetación de las Yungas y se reproduce sobre todo durante el invierno. Comparte su área de distribución con muchos otros roedores sigmodontinos, incluidas otras tres especies de Akodon.

## Taxonomía
E. Budin recogió el primer ejemplar de la especie el 21 de agosto de 1917 en la provincia de Jujuy, al noroeste de Argentina, y al año siguiente Oldfield Thomas utilizó el animal como holotipo de una nueva subespecie de Akodon puer, una especie boliviana. Describió la nueva subespecie Akodon puer cænosus como más oscura y de color más apagado que la forma boliviana, pero por lo demás idéntica. En 1920, Thomas reconoció diferencias adicionales entre las dos después de examinar más especímenes y clasificó la forma argentina como una especie separada, Akodon cænosus. La mayoría de los autores posteriores siguieron esta disposición, pero desde la década de 1980 algunos han vuelto a situar la forma (ahora deletreada caenosus) en A. puer. En 1990, Philip Myers y otros revisaron el grupo Akodon boliviensis, que incluye A. puer y A. caenosus, y volvieron a considerar caenosus como una subespecie de puer. Mantuvieron caenosus como un nombre subespecífico separado para las poblaciones argentinas de puer debido a su pequeño tamaño, pelaje oscuro, y cariotipo distintivo. Myers y colegas habían incluido el nombre lutescens, J.A. Allen, 1901, como subespecie de Akodon puer Thomas, 1902, y en 1997 Sydney Anderson señaló que el nombre más antiguo lutescens debería utilizarse para la especie debido al Principio de Prioridad; por lo tanto, utilizó la combinación Akodon lutescens caenosus para la subespecie argentina. A lo largo de las décadas de 1990 y 2000, los autores siguieron discrepando sobre la clasificación de caenosus como especie completa o como subespecie o puer (=lutescens).
Dos pequeños Akodon recogidos en 1993 en la provincia de Tucumán, al noroeste de Argentina, recibieron el nombre de Akodon diminutus en 1994, pero ese nombre es un nomen nudum y, por tanto, no está disponible para su uso bajo el Código Internacional de Nomenclatura Zoológica. En 1999, Mónica Díaz y otros describieron estos animales de forma más completa como una nueva especie, Akodon aliquantulus, que consideraron estrechamente relacionada con A. puer caenosus.  El nombre específico significa «qué poco» o «qué pocos» en latín y hace referencia al pequeño tamaño de la especie y a la pequeña muestra que Díaz y sus colegas pudieron utilizar. En la tercera edición de 2005 de Mammal Species of the World, Guy Musser y Michael Carleton denominaron la diferenciación entre A. aliquantulus y A. lutescens (=puer) «poco impresionante» y recomendaron más investigación taxonómica. Los nombres comunes propuestos para A. aliquantulus incluyen «Akodont Diminuto» y «Ratón de Pasto de Tucumán».

|  | Akodon polopi                                                             |
|  |                                                                           |
|  | \| \| Akodon boliviensis \| \| \| \| \| \| Akodon spegazzinii \| \| \| \| |
|  |                                                                           |
|  | Akodon boliviensis                                                        |
|  |                                                                           |
|  | Akodon spegazzinii                                                        |
|  |                                                                           |

|  | Akodon boliviensis |
|  |                    |
|  | Akodon spegazzinii |
|  |                    |

|  | Akodon polopi                                                             |
|  |                                                                           |
|  | \| \| Akodon boliviensis \| \| \| \| \| \| Akodon spegazzinii \| \| \| \| |
|  |                                                                           |
|  | Akodon boliviensis                                                        |
|  |                                                                           |
|  | Akodon spegazzinii                                                        |
|  |                                                                           |

|  | Akodon boliviensis |
|  |                    |
|  | Akodon spegazzinii |
|  |                    |

|  | Akodon caenosus  |
|  |                  |
|  | Akodon lutescens |
|  |                  |
|  | Akodon subfuscus |
|  |                  |

|  | Akodon polopi                                                             |
|  |                                                                           |
|  | \| \| Akodon boliviensis \| \| \| \| \| \| Akodon spegazzinii \| \| \| \| |
|  |                                                                           |
|  | Akodon boliviensis                                                        |
|  |                                                                           |
|  | Akodon spegazzinii                                                        |
|  |                                                                           |

|  | Akodon boliviensis |
|  |                    |
|  | Akodon spegazzinii |
|  |                    |

|  | Akodon polopi                                                             |
|  |                                                                           |
|  | \| \| Akodon boliviensis \| \| \| \| \| \| Akodon spegazzinii \| \| \| \| |
|  |                                                                           |
|  | Akodon boliviensis                                                        |
|  |                                                                           |
|  | Akodon spegazzinii                                                        |
|  |                                                                           |

|  | Akodon boliviensis |
|  |                    |
|  | Akodon spegazzinii |
|  |                    |

|  | Akodon caenosus  |
|  |                  |
|  | Akodon lutescens |
|  |                  |
|  | Akodon subfuscus |
|  |                  |

En 2010, Pablo Jayat y sus colegas revisaron los miembros del grupo Akodon boliviensis en Argentina. Sobre la base de secuencias del gen mitocondrial del citocromo b, encontraron que A. caenosus era el más cercano a A. lutescens y A. subfuscus, formando un clado que era el grupo hermano de un clado de las especies restantes en el grupo A. boliviensis-A. boliviensis, A. spegazzinii, A. sylvanus y A. polopi. Clasificaron A. caenosus como una especie separada de A. lutescens porque las dos formas no formaban un único clado (A. caenosus estaba más cerca de A. subfuscus), y porque la diferencia entre las secuencias del citocromo b de A. lutescens y A. caenosus era relativamente alta, del 3,5%. A. aliquantulus se redujo a un sinónimo de A. caenosus, porque no encontraron ninguna diferenciación morfométrica sustancial entre los dos y no pudieron reproducir los caracteres que Díaz y sus colegas habían señalado como diagnósticos de A. aliquantulus.

## Decripción
Akodon caenosus es el más pequeño de los miembros argentinos del grupo A. boliviensis-de hecho, entre los más pequeños de todas las especies de Akodon. Las partes superiores son de color uniforme, pero su tono es variable: generalmente marrón ocráceo, pero acercándose al amarillo, rojo u oliváceo en algunos individuos. Los tonos rojizos se dan sobre todo en hembras lactantes. Los animales que viven en altitudes elevadas suelen ser más claros, pero también hay variaciones notables dentro de las poblaciones. Las orejas son similares a las partes superiores, pero algunos individuos tienen los lados de un color más intenso y claro. Las partes inferiores son claramente diferentes en color, variando de gris claro a amarillento o rojizo. Hay anillos amarillentos alrededor de los ojos, que están más desarrollados en las poblaciones de gran altitud. Hay pelos blancos a amarillentos en las patas delanteras y traseras. La cola está cubierta de pelo y es de color marrón oscuro por encima y blanco a beige por debajo.
En el cráneo, el rostrum (parte delantera) es corto, la región interorbital (entre los ojos) es ancha y tiene forma de reloj de arena, y la caja encefálica es pequeña. La placa cigomática, la parte frontal aplanada del arco cigomático, es estrecha, con muescas cigomáticas poco desarrolladas en su parte frontal, pero existe una variación considerable en las características de la placa. Los agujeros incisivos (aberturas en la parte anterior del paladar) se extienden hasta entre los primeros molares. La fosa mesopterigoidea, las aberturas situadas detrás del paladar óseo, es muy estrecha. En la mandíbula (maxilar inferior), las crestas masetéricas, que anclan algunos de los músculos masticadores, se extienden hasta cerca del margen anterior del primer molar. La apófisis capsular, elevación en la parte posterior del hueso mandibular que aloja la raíz del incisivo, está poco desarrollada. Los incisivos superiores son ortodontes (con el borde masticatorio en el plano horizontal) a ligeramente opistodontes (con el borde masticatorio inclinado hacia atrás). Los molares muestran algunas crestas accesorias y otras características, como el anterolofo en el primer molar superior y el mesolofo en el primer y segundo molar superior.
En doce A. caenosus argentinos adultos, la longitud total es de 124 a 169 mm, con una media de 151 mm; la longitud de la cola es de 46 a 75 mm, con una media de 62 mm; la longitud de las patas traseras es de 20 a 26 mm, con una media de 21 mm; la longitud de las orejas es de 12 a 15 mm. 4 in); la longitud de las patas traseras es de 20 a 26 mm (0,79 a 1,02 in), con una media de 21 mm (0,83 in); la longitud de las orejas es de 12 a 15 mm (0,47 a 0,59 in), con una media de 13 mm (0,51 in); y el peso es de 10. El cariotipo incluye 34 cromosomas con un número fundamental de 40 brazos principales (2n = 34, FN = 40). Los autosomas incluyen tres pares de metacéntricos grandes y uno muy pequeño, con dos brazos largos, y doce pares de acrocéntricos pequeños a medianos, que tienen un brazo largo y uno muy corto. El cromosoma X es de tamaño mediano y subtelocéntrico, con un brazo largo y otro corto, y el cromosoma Y es muy pequeño y acrocéntrico en los ejemplares de Jujuy, pero metacéntrico en los de Tucumán. El cariotipo está separado del de A. lutescens por tres translocaciones Robertsonianas.
Los miembros del grupo Akodon boliviensis, incluyendo A. caenosus, son generalmente similares y difíciles de separar, pero difieren en las medidas craneales relativas y algunos otros caracteres. A. spegazzinii es más grande que A. caenosus; A. sylvanus es más oscuro y tiene menos contraste entre las partes superior e inferior y anillos oculares menos desarrollados; A. polopi tiene una región interorbital cuadrada y crestas más desarrolladas en el cráneo; y A. boliviensis es más pálido y tiene las orejas más densamente peludas.

## Distribución y ecología
El Akodon caenosus se encuentra desde el noroeste de Argentina hasta el centro-sur de Bolivia. En Bolivia, se encuentra en los departamentos de Tarija y Chuquisaca. Su distribución en Argentina se extiende desde el extremo norte de Salta hasta el sur de Catamarca, en altitudes que oscilan entre los 400 y los 3.100 m (1.300 y 10.200 pies). Se encuentra principalmente en las Yungas, pero también en los niveles más altos del Chaco y en los más bajos de los pastizales andinos de montaña. Aparece junto con A. boliviensis, A. sylvanus, A. simulator y especies de Oxymycterus, Calomys, Phyllotis, Oligoryzomys, Necromys, Andinomys, Graomys y Abrothrix. La reproducción se produce durante todo el año, pero sobre todo de noviembre a enero, durante el verano. La muda se produce sobre todo durante el invierno y el otoño. En A. caenosus se han registrado la mosca estriada Cuterebra apicalis y la pulga Hectopsylla gracilis. En A. aliquantulus se han encontrado los ácaros Androlaelaps fahrenholzi, Androlaelaps rotundus y Eulaelaps stabularis.